# 広島市立矢野小学校
広島市立矢野小学校（ひろしましりつ やのしょうがっこう）は、広島県広島市安芸区矢野西六丁目にある公立小学校。

## 沿革

### 経緯
1870年に創立された啓迪舎、1873年に創立された洗心舎が起源である。何度かの改称を経て、1907年に矢野尋常高等小学校と改称、1941年の国民学校令により矢野国民学校となった。1945年8月6日に広島市に原爆が投下された際には被災者のための救護所として使用された。その後、1947年に矢野町立矢野小学校と改称、1975年に現在の広島市立矢野小学校となった。この年、周辺の人口増に伴って児童数が1787名にまで増加したことから矢野西小学校が当校から分離開校している。

### 年表
- 1870年（明治3年）1月15日 - 啓迪舎が長慶寺本堂に創立
- 1873年（明治6年）1月15日 - 洗心舎が安芸郡矢野村字真地に創立
- 1877年（明治10年）1月 - 第十八小学区公立矢野小学校と改称
- 1887年（明治20年）4月1日 - 安芸郡第十八小学区公立簡易小学校と改称
- 1888年（明治21年）4月1日 - 矢野尋常小学校と改称
- 1907年（明治40年）4月1日 - 矢野尋常高等小学校と改称
- 1941年（昭和16年）4月1日 - 矢野国民学校と改称
- 1945年（昭和20年）8月6日 - 広島市に原爆が投下され、当校は原爆被災者の救護所となる
- 1947年（昭和22年）4月1日 - 学制改革により矢野町立矢野小学校と改称
- 1975年（昭和50年）
  - 3月20日 - 矢野町が広島市と合併したことに伴い広島市立矢野小学校と改称
  - 4月1日 - 矢野西小学校の分離開校に伴い児童分離
- 2018年（平成30年） - 平成30年7月豪雨により床上浸水[2]

## 学区
- 広島市安芸区[3]
  - 矢野町（矢野西小学校区及び寺屋敷地区（矢野町740～752番地）を除く）
  - 矢野東一丁目、二丁目（1～3番を除く）、三丁目～七丁目
  - 矢野西五丁目（矢野西小学校区を除く）、六丁目、七丁目

## 進路先中学校
- 広島市立矢野中学校

## 安芸区矢野町内の小学校
- 広島市立矢野西小学校
- 広島市立矢野南小学校

## 出身者
- 森崎和幸 - 元プロサッカー選手
- 森崎浩司 - 元プロサッカー選手